# فرانك ماكورميك (لاعب كرة قاعدة)
فرانك ماكورميك (بالإنجليزية: Frank McCormick)‏ هو لاعب كرة قاعدة أمريكي، ولد في 9 يونيو 1911 في نيويورك في الولايات المتحدة، وتوفي في 21 نوفمبر 1982 في مانهاست في الولايات المتحدة بسبب سرطان.

## وصلات خارجية
- فرانك ماكورميك على موقع دوري كرة القاعدة الرئيسي (الإنجليزية)
- فرانك ماكورميك على موقعبيزبول رفرنس.كوم (الدوري الرئيسي) (الإنجليزية)
- فرانك ماكورميك على موقعبيزبول رفرنس.كوم (الدوري الثانوي) (الإنجليزية)
- فرانك ماكورميك على موقع إي إس بي إن.كوم (أم.أل.بي) (الإنجليزية)
- فرانك ماكورميك على موقع مشجعي الرسوم البيانية (الإنجليزية)